# USS Freedom (ID-3024)
USS Freedom (ID-3024) – statek pasażersko-towarowy służący w United States Navy w czasie I wojny światowej. Początkowo pływał pod nazwą SS Wittekind dla linii North German Lloyd, po zajęciu przez Stany Zjednoczone w 1917 roku służył także pod nazwami USAT Iroquois i USAT Freedom.
SS „Wittekind” został zbudowany w Niemczech do służby na linii Brema – Nowy Jork w ramach Roland Line dla armatora North German Lloyd. Jego siostrzanym statkiem był SS „Willehad”. W marcu 1900 roku statek został przedłużony, ponieważ właściciele uznali, że poprzednia pojemność była niewystarczająca. W tym samym roku transportowiec przewiózł pierwsze transporty żołnierzy niemieckich do Chin w ramach porozumienia ośmiu narodów, mającego zakończyć powstanie bokserów. Na początku I wojny światowej, tj. w sierpniu 1914 roku, statek został internowany w Bostonie przez neutralne wówczas Stany Zjednoczone.
Gdy kraj ten włączył się do wojny w kwietniu 1917 roku, „Wittekind” został zajęty i przekazany United States Shipping Board. Przemianowany na „Iroquois”, został przebudowany i wyczarterowany United States Army jako statek transportowy. W 1918 roku został przemianowany na „Freedom”. W styczniu 1919 roku jednostka została włączona do służby w United States Navy i przewiozła prawie 5 tysięcy żołnierzy z Europy do USA po zakończeniu wojny. Statek został wycofany ze służby we wrześniu 1919 roku, następnie zatrzymany w rezerwie na kolejne pięć lat, zezłomowany zaś w 1924 roku.

## SS „Wittekind”
SS „Wittekind” został zbudowany w stoczni Blohm & Voss w Hamburgu dla przedsiębiorstwa North German Lloyd’s Roland Line, świadczącego usługi transportowe pomiędzy Bremą a Nowym Jorkiem. Zwodowany 3 lutego 1894 roku, otrzymał nazwę od Wittekinda (ok. 730–808) – diuka Saksonii. Wraz ze siostrzanym „Willehad” był pierwszym dwuśrubowym parowcem zbudowanym specjalnie dla North German Lloyd. Nowy liniowiec wypłynął w swoją dziewiczą podróż do Hoboken (New Jersey) 14 kwietnia.
Szybko stwierdzono, że „Wittekind” i „Willehad” nie mogą przewozić wystarczającej liczby towarów, więc sporządzono plany przedłużenia obu jednostek („Willehad” jednak nigdy nie został przebudowany). Mostek „Wittekind” został przeniesiony bliżej dziobu, a za nim zainstalowano luk ładowni. Następnie statek rozcięto na dwie części przed nową pozycją mostku i dodano nową, 60-stopową (18,29 m) sekcję kadłuba, co znacznie zwiększyło pojemność jednostki. Źródła podają różne miejsca przebudowy: stocznię Seebeck w Niemczech lub Tyne Pontoons & Drydock Co. w Newcastle. Pewne jest jednak, że prace zakończono do marca 1900 roku.
3 lipca 1900 roku „Wittekind” i SS „Frankfurt” wypłynęły z Bremerhaven jako pierwsze transportowce przewożące niemieckich żołnierzy będących częścią porozumienia ośmiu krajów mającego zakończyć powstanie bokserów w Chinach. Statek pozostał w służbie krajowej jako transportowiec i statek szpitalny do października 1901 roku, później pływał do Baltimore, Galveston, Montrealu i portów Ameryki Południowej do połowy roku 1914.
Statek był w rejsie do Montrealu, gdy Wielka Brytania przystąpiła do wojny z Cesarstwem Niemieckim. „Wittekind” zmienił wtedy kurs i dotarł do neutralnego Bostonu. Parowiec przewoził ładunek ołowiu i produktów ze smoły pogazowej o wartości około miliona dolarów. Udało mu się przepłynąć w gęstej mgle koło brytyjskiego krążownika HMS „Essex” w pobliżu Sable Island. Radiooperator ze statku wyliczył, że jednostka przeszła w odległości mniejszej niż 10 mil morskich od krążownika. Parowiec został jednak internowany przez Stany Zjednoczone, a jego pasażerowie płynący do Kanady nie otrzymali pozwolenia na pozostanie w USA. Zostali powitani przez kanadyjskiego przedstawiciela imigracyjnego (ang. Commissioner of Immigration), który stacjonował w Bostonie.
„Wittekind” dołączył w Bostonie do: swojego siostrzanego „Willehad”; należących do North German Lloyd SS „Kronprinzessin Cecilie” i SS „Köln”; należących do Hamburg America Line parowców SS „Amerika” i SS „Cincinnati” oraz należącego do Hansa Line frachtowca SS „Ockenfels”. W marcu 1916 roku wszystkie poza „Kronprinzessin Cecilie” i „Ockenfels” zostały przesunięte z miejsc położonych przy pirsach na kotwicowisko w porcie położonym naprzeciwko Boston Navy Yard. Statki pozostawały pod codzienną kontrolą należącego do United States Coast Guard holownika portowego USCGC „Winnisimmet” (WYT-84). Wielu członków załóg zeszło na brzeg, przeszło przez proces imigracyjny i znalazło zatrudnienie, natomiast zespół muzyków z jednostek odbył serię koncertów w Nowej Anglii, często grając w restauracjach i barach, co ściągało gniew lokalnych związków zawodowych muzyków.
Po tym, jak Stany Zjednoczone wypowiedziały wojnę Niemcom, „Wittekind” wraz z innymi statkami został przejęty 6 kwietnia 1917 roku i przekazany pod zarząd United States Shipping Board (USSB).

## Służba pod banderą amerykańską w czasie I wojny światowej
Po przejęciu i przebudowie były liniowiec został wyczarterowany United States Army jako USAT „Iroquois”. W 1918 roku jego nazwę zmieniono na „Freedom”. 24 stycznia 1919 roku statek został nabyty przez United States Navy i wszedł do służby tego samego dnia. Dowódcą został Lieutenant J.C.C. Holier USNRF.
„Freedom” został przydzielony do Sił Krążowniczych i Transportowych (ang. Cruiser and Transport Force) i po przeglądzie w Nowym Jorku wypłynął w dziewiczą podróż do Saint-Nazaire. Tam na pokład weszli żołnierze wracający do Stanów Zjednoczonych po zakończonej wojnie. Statek odbył dwa dalsze rejsy do Brestu (Francja), z wizytą w Norfolk pomiędzy podróżami. Razem przewiózł 4983 żołnierzy z Francji do USA.
Jednostka dotarła do Hoboken 5 września 1919 roku i została przydzielona do 3. Dystryktu Morskiego (ang. 3rd Naval District). „Freedom” został wycofany ze służby w Nowym Jorku 23 września i powróciła pod zarząd USSB tego samego dnia. Ten weteran morskich szlaków został przekazany do rezerwy transportowej United States Army i pozostawał w niej przez kolejne pięć lat. 24 lutego 1924 roku dawny „Wittekind” dotarł do Baltimore w celu złomowania.

## Dane techniczne
Początkowo:
- Tonaż: 4 997 GRT
- Długość: 124,69 m[1]
- Szerokość: 14,03 m[1]
- Napęd: maszyna parowa potrójnego rozprężania, 2500 KM (1900 kW), dwie śruby[1]
- Prędkość maksymalna: 12 węzłów[1]
- Pojemność pasażerów[1]:
  - 105 drugiej klasy
  - 1009 najniższej klasy
- Załoga: 70[1]

Po przedłużeniu w 1900 r.:
- Tonaż: 5 640 GRT
- Długość: 140,51 m
- Pojemność pasażerów
  - 177 drugiej klasy
  - 1039 najniższej klasy

Jako USS „Freedom”:
- Wyporność: 9 674 ton[8]
- Długość: 116,9 m (długość między pionami)
- Szerokość: 14,1 m
- Zanurzenie: 7,6 m
- Załoga: 60
- Uzbrojenie: 2 × 102 mm